# Tsjerkovna (Silistra)
Tsjerkovna of Čerkovna (Bulgaars: Черковна Cherkovna) is een dorp in het noordoosten van Bulgarije. Het dorp is gelegen in de gemeente Doelovo in de oblast Silistra. Het dorp ligt hemelsbreed ongeveer 31 km ten zuiden van Silistra en 336 km ten noordoosten van de hoofdstad Sofia.

## Bevolking
Op 31 december 2019 telde het dorp 631 inwoners, een aantal dat sinds 1992 continu is toegenomen.
| Bevolkingsontwikkeling tussen 1934 en 2019          |
| --------------------------------------------------- |
|                                                     |
| Bron: Nationaal Statistisch Instituut van Bulgarije |

In het dorp wonen merendeels etnische Roma (64%). Een groot deel van de bevolking heeft niet gereageerd op de volkstelling van 2011, terwijl 8% uit etnische Turken bestond. 
| Etnische samenstelling van de respondenten (2011) | Etnische samenstelling van de respondenten (2011) | Etnische samenstelling van de respondenten (2011) | Etnische samenstelling van de respondenten (2011) | Etnische samenstelling van de respondenten (2011) |
| ------------------------------------------------- | ------------------------------------------------- | ------------------------------------------------- | ------------------------------------------------- | ------------------------------------------------- |
|                                                   |                                                   |                                                   |                                                   |                                                   |
| Bulgaren                                          | Bulgaren                                          |                                                   | 0,0%                                              | 0,0%                                              |
| Turken                                            | Turken                                            |                                                   | 8,4%                                              | 8,4%                                              |
| Roma                                              | Roma                                              |                                                   | 64,0%                                             | 64,0%                                             |
| Anders/Onbekend                                   | Anders/Onbekend                                   |                                                   | 27,4%                                             | 27,4%                                             |